# Гіагінський район
Гіагі́нський райо́н (рос. Гиаги́нский райо́н; адиг. Джэджэ къедзыгъуэ); з семи районів Адигеї займає 2-е місце з території (790 км²) і 3-є місце з населення (31 731 осіб). Все населення проживає в сільській місцевості: 5 сільських адміністраціях і 30 сільських населених пунктах. Щільність населення — 42,0 осіб/км² (4-е місце серед районів республіки).
Адміністративний центр — станиця Гіагінська, розташована за 35 км від столиці республіки міста Майкоп. Залізнична станція. Найбільший за чисельністю населення райцентр Адигеї — 15,2 тис. жителів, що становить 46% всього населення району.

## Адміністративно-територіальний поділ
| Сільське поселення | Населені пункти |
| ------------------ | --- |
| Айрюмовське        | - селище Новий - хутір Красний Хлібороб - село Нижній Айрюм - село Образцове - хутір Прогрес - хутір Садовий |
| Гіагінське         | - станиця Гіагінська - селище Гончарка - хутір Первомайський - хутір Черьомушкін |
| Дондуковське       | - станиця Дондуковська - хутір Вольно-Веселий - хутір Нечаєвський - хутір Смольчев-Малиновський |
| Келермеське        | - станиця Келермеська - село Владимировське - селище Лєсной |
| Сергіївське        | - село Георгіївське - хутір Дніпровський - хутір Єкатериновський - хутір Карцев - хутір Козополянський - хутір Колхозний - хутір Красний Пахар - хутір Курський - хутір Михельсоновський - село Сергіївське - хутір Тамбовський - хутір Фарсовський - хутір Шишкинський |

*Адміністративні центри вказані товстівкою